# Wangjiaba
Wangjiaba (kinesiska: 王家坝) är en köping i östra Kina. Den ligger i Funan härad i staden Fuyang i provinsen Anhui, omkring 170 kilometer väster om provinshuvudstaden Hefei. Antalet invånare är 20523. Befolkningen består av 9 164 kvinnor och 11 359 män. Barn under 15 år utgör 25,0 %, vuxna 15-64 år 64 %, och äldre över 65 år 9,0 %.